# FC Lustenau 07

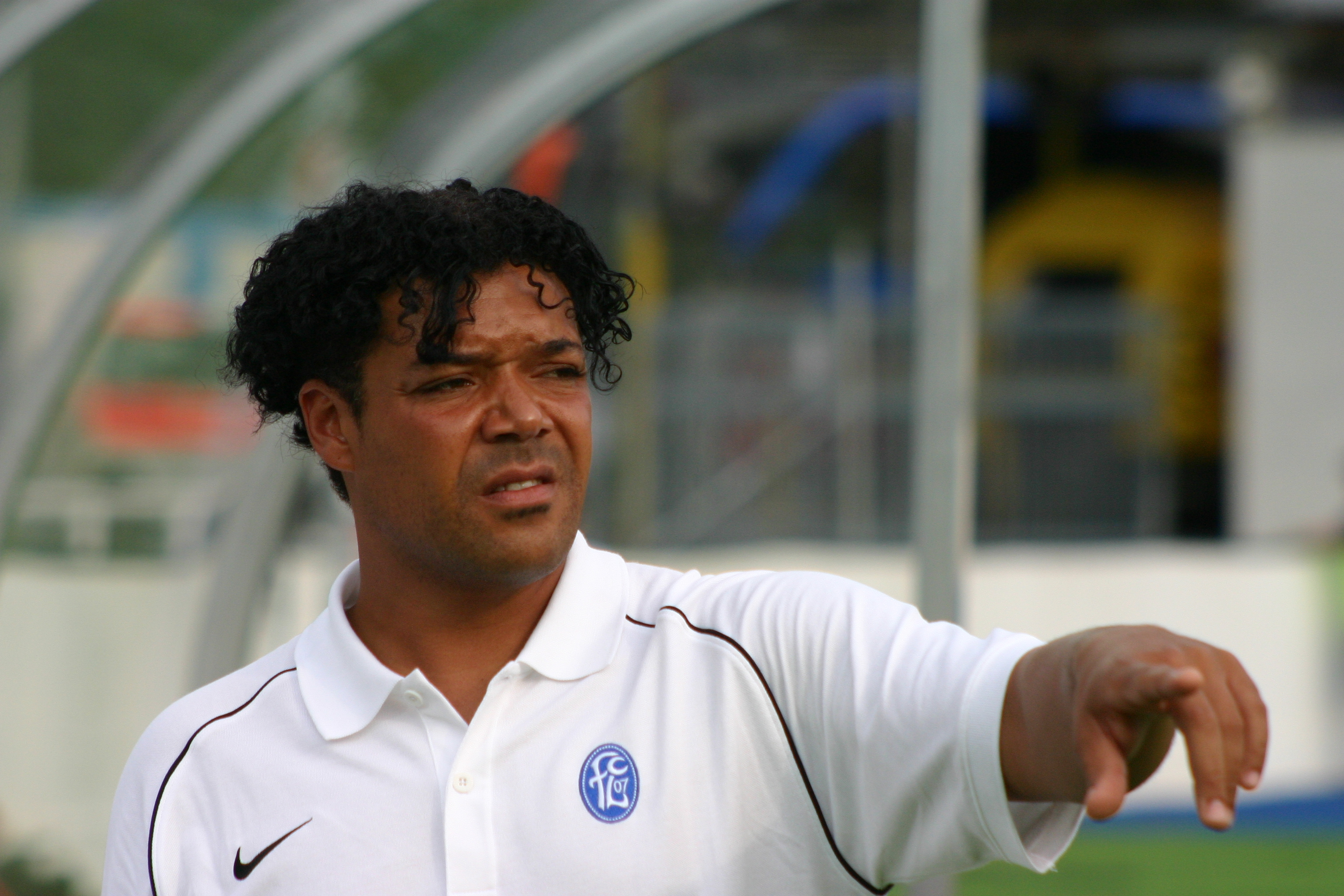
Eric Orie

Der FC Lustenau 1907 ist ein österreichischer Fußballverein aus Lustenau in Vorarlberg. Aufgrund finanzieller Schwierigkeiten musste der Verein im März 2013 Konkurs anmelden, schaffte aber den Zwangsausgleich und konnte somit überleben. Damit bleibt der FC Lustenau als ältester Fußballverein Vorarlbergs erhalten. Er spielte bis zur Saison 2012/13 in der Ersten Liga, in der Saison 2013/14 spielt er in der 2. Vorarlberger Landesklasse (siebthöchste Leistungsklasse in Österreich) und konnte in der gleichen Saison den sofortigen Aufstieg feiern.

## Geschichte
In Lustenau kam es schon sehr früh zur Einführung des Fußballsports. Verantwortlich dafür war unter anderem der Schweizer Emil Brüschweiler. Dieser spielte aktiv beim FC Romanshorn und weckte, nachdem er beruflich in das Stickereigeschäft Eduard Alge und Co. in Lustenau eingetreten war, bald das sportliche Interesse der Lustenauer. Die Wurzeln des FC Lustenau 07 liegen im alten Turnverein Lustenau, denn es waren hauptsächlich junge Turner, von denen manche während beruflicher Aufenthalte in England bereits Bekanntschaft mit dem Lederball gemacht und an der Ausübung des Fußballspiels Freude gefunden hatten. Auf Antrag des Lehrers Karl Bösch wurde um die Jahrhundertwende so im Turnverein eine Fußballabteilung gegründet. Da es noch keinen Fußballverband und keine Konkurrenten aus dem eigenen Bundesland gab, konnte der TV Lustenau nur Spiele gegen deutsche und Schweizer Vereine bestreiten. Aus diesem Grund spielten die Fußballer des TV in der Bodenseevereinigung gegen Klubs wie FC Stachen (später FC Arbon), FC Konstanz, Friedrichshafen und FC Rheineck.
Bald kam es jedoch zu Auseinandersetzungen im Turnverein Lustenau, da zugunsten des Fußballspieles das Turnen immer mehr vernachlässigt wurde. Dies führte zur Abspaltung der Fußballsektion, die schließlich am 20. September 1907 im Gasthof zur Sonne die Gründungsversammlung des FC Lustenau abhielt. Die Vereinsleitung, die aus lauter aktiven Fußballern bestand, war dann maßgeblich am Aufschwung des Fußballs in Lustenau und ganz Vorarlberg beteiligt. Am 12. März 1913 stand der FC Lustenau 1907 z. B. Pate bei der Gründung des FC Dornbirn 1913. 1914 wurde mit dem SC Austria Lustenau, der aus dem konkurrierenden Turnerbund Lustenau hervorging, der zweite Lustenauer Fußballverein gegründet. Während des Ersten Weltkrieges kam der Fußballsport im Ländle zum Erliegen. Bereits kurz nach dem Krieg wurde beim FC Lustenau 07 der Spielbetrieb wieder aufgenommen. Als immer mehr neue Vereine, wie zum Beispiel 1919 FC Bregenz und FC Bludenz entstanden waren, sprachen sich vor allem auch die Verantwortlichen des FC Lustenau für die Gründung eines Verbandes aus. 1920 war es so weit und der Vorarlberger Fußballverband wurde aus der Taufe gehoben.
Einer der bekanntesten Fußballspieler des FC Lustenau 07 vor dem Krieg war Ernst Künz. 1936 wurde er in die Olympiaauswahl gewählt und er erreichte mit der österreichischen Mannschaft bei den Olympischen Spielen von Berlin die Silbermedaille.
Nach dem Zweiten Weltkrieg wurde der Spielbetrieb unter dem Namen FC Rapid Lustenau wieder aufgenommen. Ab 1947 hieß der Verein wieder FC Lustenau 07. Der größte Erfolg der Lustenauer war der Aufstieg in die zweite österreichische Liga in der Saison 2000/01. Nach dem Abstieg eroberte die Mannschaft um Kapitän Manuel Rödl in der Saison 2005/06 eindrucksvoll (30 Spiele/27 Siege/3 Unentschieden/0 Niederlagen/Torverhältnis 103:22) den Meistertitel in der Regionalliga West und spielte somit in der folgenden Spielzeit wieder in der Ersten Liga.
Im Jahr 2007 feierte der FC Lustenau 07 sein 100-jähriges Bestehen. Trainer der Mannschaft war der Holländer Eric Orie, der dem FC Lustenau sechs Jahre (2002–2008) lang als sportlicher Leiter vorstand. Zuvor war Orie, der in Österreich unter anderem für den FK Austria Wien und für den VfB Mödling in der Bundesliga spielte, als Spieler vier Jahre für den Verein aktiv. Zum Ende des Herbstdurchgangs 2008 wurde Orie, als er mit der Mannschaft auf einem Abstiegsplatz stand, durch den Kroaten Nenad Bjelica ersetzt. Unter Bjelica gelang im Frühjahr 2009 dann der sichere Klassenerhalt in der Ersten Liga. In der Saison 2009/10 belegte der Verein dort den 8. Platz, 2010/11 den 7. Platz. 2011/12 wurde man zwar nur Neunter, aufgrund des Lizenzentzuges vom LASK Linz blieb den Vorarlbergern aber die Relegation erspart. Die finanzielle Lage wurde angespannter.
Zu Jahresbeginn 2013 kursierten Gerüchte über einen Rückzug des Präsidenten und einen Verkauf der Lizenz. Am 24. Jänner 2013 gab Präsident Sperger bekannt, dass er die Lizenz verkaufen und sich auf jeden Fall aus dem Profibetrieb zurückziehen wolle. Drei Tage zuvor war außer ihm der gesamte Vorstand zurückgetreten, nachdem von der Finanzpolizei ein Ordner mit Belegen für Doppelverträge mit Spielern beschlagnahmt worden war.
Ungeachtet der sportlich erfolgreichen Saison – nach der Herbstsaison lag der Verein an fünfter Stelle der 2. Leistungsstufe – musste der FC Lustenau im März 2013 Konkurs anmelden. Der Verein spielte die Saison 2012/13 dennoch zu Ende, wurde aber aufgrund der fehlenden Lizenz auf den letzten Platz zurückgesetzt.
Insolvenzgründe sind laut Gläubigerangaben zum einen sich nach einer Steuerprüfung ergebende erhebliche Rückzahlungsverpflichtungen, die nicht bezahlt werden konnten. Zum anderen führte das Ausbleiben eingeplanter Sponsoreneinnahmen zu Liquiditätsengpässen und schließlich zur Zahlungsunfähigkeit. Nach dem Rücktritt von Präsident Sperger übernahm ein Vierergremium das Ruder beim FC, der sich als erstes Ziel die Erfüllung der Quote für den Zwangsausgleich setzte. Am 24. Mai wurde der Sanierungsplan (Zwangsausgleich) von den Gläubigern angenommen und der Fortbestand gesichert. Da man an der drittklassigen Regionalliga West nicht teilnehmen wollte, wandte man sich wegen einer Aufnahme in die Vorarlbergliga an den Vorarlberger Fußballverband. Schließlich einigte man sich auf einen Einstieg in der 2. Vorarlberger Landesklasse (siebthöchste Leistungsstufe in Österreich) anstelle des bisherigen Amateurteams.
In den ersten zwei Jahren im österreichischen Amateurfußball gelang den Lustenauern mit zwei konsekutiven Meistertiteln der direkte Durchmarsch in die Landesliga. Hier dauerte es vier Jahre, ehe die Lustenauer den direkten Aufstieg in die vierthöchste Spielstufe schafften. Mit Wiedereinführung der Regionalliga West für die Saison 2023/24 wurde die Vorarlberger Eliteliga nunmehr zur 4. Division des österreichischen Fußballs. Der siebte Platz berechtigte den FC Lustenau 07 an der Teilnahme. Aufgrund eines misslungenen Saisonstarts mit nur neun Punkten aus den ersten zehn Spielen konnten die Lustenauer nicht in den Aufstiegskampf in der Eliteliga eingreifen. In den restlichen 16 Partien verloren die Lustenauer jedoch nur noch vier Spiele und konnten am Ende den fünften Tabellenplatz erreichen. In der Saison 2024/25 setzten die Lustenauer sich am letzten Spieltag vor über 1000 Zuseher beim FC Hard durch. Nach einem 1:0 Rückstand drehte man mit zwei späten Toren die Partie und konnten sich mit einem Punkt Vorsprung die Meisterschaft sichern. Damit spielt der FC Lustenau 07 in der Saison 2025/26 erstmals seit 19 Jahren wieder in der Regionalliga.

## Saisonen
| Saison                                                                                   | Liga (Hierarchie)                | Platzierung       | ÖFB-Cup           | Anmerkung | Ref.   |
| ---------------------------------------------------------------------------------------- | -------------------------------- | ----------------- | ----------------- | --- | ------ |
| 1920/21                                                                                  | A-Klasse                         | 1.                |                   | FC Lustenau einziger Teilnehmer |        |
| 1921/22                                                                                  | A-Klasse                         | 1.                |                   | 2 Teams |        |
| 1922/23                                                                                  | A-Klasse                         | 1.                |                   | 2 Teams |        |
| 1923/24                                                                                  | A-Klasse                         | 1.                |                   | 2 Teams |        |
| 1924/25                                                                                  | A-Klasse                         | 1.                |                   | 3 Teams |        |
| 1926                                                                                     | A-Klasse                         | 1.                |                   | 2 Teams |        |
| 1927                                                                                     | A-Klasse                         | 1.                |                   | 3 Teams |        |
| 1928                                                                                     | A-Klasse                         | 3.                |                   | 3 Teams |        |
| 1929                                                                                     | A-Klasse                         | 1.                |                   | Für die Amateurmeisterschaft 1929 qualifiziert (Finalist) |        |
| 1929/30                                                                                  | A-Klasse                         | 2.                |                   | |        |
| 1930/31                                                                                  | A-Klasse                         | 1.                |                   | Für die Amateurmeisterschaft 1931 qualifiziert (1. Runde) |        |
| 1931/32                                                                                  | A-Klasse                         | 1.                |                   | Für die Amateurmeisterschaft 1932 qualifiziert (2. Runde) |        |
| 1932/33                                                                                  | Vorarlbergliga                   | 1.                |                   | Für die Amateurmeisterschaft 1933 qualifiziert (Finalist) |        |
| 1933/34                                                                                  | Vorarlbergliga                   | 1.                |                   | Für die Amateurmeisterschaft 1934 qualifiziert (1. Runde) |        |
| 1934/35                                                                                  | Vorarlbergliga                   | 1.                |                   | Für die Amateurmeisterschaft 1935 qualifiziert (2. Runde) sowie Gewinner der Tirol-Vorarlberg-Meisterschaft                                                                                          |        |
| 1935/36                                                                                  | Vorarlbergliga                   | 1.                |                   | Für die Amateurmeisterschaft 1936 qualifiziert (1. Runde) sowie Gewinner der Tirol-Vorarlberg-Meisterschaft                                                                                          |        |
| 1936/37                                                                                  | Vorarlbergliga                   | 2.                |                   | |        |
| 1937/38                                                                                  | Vorarlbergliga                   | 1.                |                   | |        |
| 1938/39                                                                                  | BKL Bodensee-Vorarlberg          | 1.                |                   | |        |
| 1939/40                                                                                  | BKL Bodensee-Vorarlberg          | 1.                |                   | |        |
| 1940/41                                                                                  | BKL Bodensee-Vorarlberg          | 2.                |                   | |        |
| 1941/42                                                                                  | BKL Lindau-Vorarlberg            | -                 |                   | Meisterschaft abgebrochen |        |
| 1942–45                                                                                  | Zweiter Weltkrieg                | Zweiter Weltkrieg | Zweiter Weltkrieg | Zweiter Weltkrieg |        |
| 1945/46                                                                                  | Vorarlbergliga                   | 3.                |                   | als Rapid Lustenau |        |
| 1946/47                                                                                  | Vorarlbergliga                   | 2.                |                   | als Rapid Lustenau |        |
| 1947/48                                                                                  | Vorarlbergliga                   | 5.                |                   | |        |
| 1948/49                                                                                  | Vorarlbergliga                   | 6.                |                   | |        |
| 1949/50                                                                                  | Vorarlbergliga (II)              | 5.                |                   | Plätze 1–6 qualifizierten sich für die neu gegründete Arlbergliga |        |
| 1950/51                                                                                  | Arlbergliga (II)                 | 6.                |                   | Modus: 12 Teams, Aufstiegsplayoff (Meister) und 2 Absteiger | [ 12 ] |
| 1951/52                                                                                  | Arlbergliga (II)                 | 12.               |                   | | [ 12 ] |
| 1952/53                                                                                  | Vorarlberg(III)                  | 1.                |                   | | [ 12 ] |
| 1953/54                                                                                  | Arlbergliga (II)                 | 8.                |                   | | [ 12 ] |
| 1954/55                                                                                  | Arlbergliga (II)                 | 10.               |                   | 3. Absteiger aufgrund des Abstiegs von SW Bregenz | [ 12 ] |
| 1955/56                                                                                  | Vorarlberg(III)                  | 1.*               |                   | | [ 12 ] |
| 1956/57                                                                                  | Arlbergliga (II)                 | 3.                |                   | | [ 12 ] |
| 1957/58                                                                                  | Arlbergliga (II)                 | 1.                |                   | Qualifikation für Aufstiegsplayoff (an SV Austria Salzburg/Tauernliga 1:4, 1:6 gescheitert) | [ 12 ] |
| 1958/59                                                                                  | Arlbergliga (II)                 | 1.                |                   | Qualifikation für Aufstiegsplayoff (an SV Austria Salzburg/Tauernliga 1:5, 1:3 gescheitert) | [ 12 ] |
| 1959/60                                                                                  | Arlbergliga (II)                 | 7.                |                   | | [ 12 ] |
| 1959/60                                                                                  | Arlbergliga (II)                 | 7.                |                   | Gründung der Regionalliga West aus Tauernliga (2.–4.) und Arlbergliga (2.–7.) | [ 12 ] |
| 1960/61                                                                                  | Regionalliga West (II)           | 6.                |                   | Modus: 12 Teams, 1 Aufsteiger - 4 Absteiger | [ 13 ] |
| 1961/62                                                                                  | Regionalliga West (II)           | 6.                |                   | Modus: 12 Teams, 1 Aufsteiger - 3 Absteiger | [ 13 ] |
| 1962/63                                                                                  | Regionalliga West (II)           | 9.                |                   | | [ 13 ] |
| 1963/64                                                                                  | Regionalliga West (II)           | 7.                |                   | | [ 13 ] |
| 1964/65                                                                                  | Regionalliga West (II)           | 9.                |                   | | [ 13 ] |
| 1965/66                                                                                  | Regionalliga West (II)           | 4.                |                   | | [ 13 ] |
| 1966/67                                                                                  | Regionalliga West (II)           | 2.                |                   | | [ 13 ] |
| 1967/68                                                                                  | Regionalliga West (II)           | 4.                |                   | Modus: Erweiterung auf 14 Teams | [ 13 ] |
| 1968/69                                                                                  | Regionalliga West (II)           | 4.                |                   | | [ 13 ] |
| 1969/70                                                                                  | Regionalliga West (II)           | 13.               |                   | | [ 13 ] |
| 1970/71                                                                                  | Vorarlberg Landesliga (III)      | 07.               |                   | |        |
| 1971/72                                                                                  | Vorarlberg Landesliga (III)      | 03.               |                   | |        |
| 1972/73                                                                                  | Vorarlberg Landesliga (III)      | 07.               |                   | |        |
| 1973/74                                                                                  | Vorarlberg Landesliga (III)      | 10.               |                   | |        |
| 1974/75                                                                                  | Vorarlberg 2. Liga (IV)          | 02.               |                   | |        |
| 1975/76                                                                                  | Vorarlberg Landesliga (III)      | 14.               |                   | |        |
| 1976/77                                                                                  | Vorarlberg 2. Liga (IV)          | 07.               |                   | |        |
| 1977/78                                                                                  | Vorarlberg 2. Liga (IV)          | 08.               |                   | |        |
| 1978/79                                                                                  | Vorarlberg 2. Liga (IV)          | 13.               |                   | |        |
| 1979/80                                                                                  | Vorarlberg 3. Liga (V)           | 01.               |                   | |        |
| 1980/81                                                                                  | Vorarlberg 2. Liga (V)           | 07.               |                   | Wiedereinführung der Regionalliga West, 2. Liga daher jetzt fünftklassig |        |
| 1981/82                                                                                  | Vorarlberg 2. Liga (V)           | 08.               |                   | |        |
| 1982/83                                                                                  | Vorarlberg 2. Liga (V)           | 03.               |                   | |        |
| 1983/84                                                                                  | Vorarlberg 2. Liga (V)           | 11.               |                   | |        |
| 1984/85                                                                                  | Vorarlberg 1. Landesklasse (V)   | 01.               |                   | 2. Liga umbenannt in 1. Landesklasse |        |
| 1985/86                                                                                  | Vorarlbergliga (IV)              | 13.               |                   | |        |
| 1986/87                                                                                  | Vorarlberg 1. Landesklasse (V)   | 01.               |                   | |        |
| 1987/88                                                                                  | Vorarlbergliga (IV)              | 11.               |                   | |        |
| 1988/89                                                                                  | Vorarlbergliga (IV)              | 07.               |                   | |        |
| 1989/90                                                                                  | Vorarlbergliga (IV)              | 09.               |                   | |        |
| 1990/91                                                                                  | Vorarlbergliga (IV)              | 05.               |                   | |        |
| 1991/92                                                                                  | Vorarlbergliga (IV)              | 06.               |                   | |        |
| 1992/93                                                                                  | Vorarlbergliga (IV)              | 05.               |                   | |        |
| 1993/94                                                                                  | Vorarlbergliga (IV)              | 04.               |                   | |        |
| 1994/95                                                                                  | Vorarlbergliga (IV)              | 01.               |                   | |        |
| 1995                                                                                     | Vorarlberg Landesliga (III)      | 04.               |                   | „unteres Playoff“ (10 Teams, 1.–3. spielen in RL West - Rest Vorarlberg Regionalliga) |        |
| 1996                                                                                     | Vorarlberg Regionalliga (IV)     | Meister           |                   | Erweiterung der RLW auf 16 Teams | [ 14 ] |
| 1996/97                                                                                  | Regionalliga West(III)           | 10.               |                   | |        |
| 1997/98                                                                                  | Regionalliga West(III)           | 03.               |                   | |        |
| 1999/99                                                                                  | Regionalliga West(III)           | 05.               |                   | |        |
| 1999/2000                                                                                | Regionalliga West(III)           | Meister           |                   | Relegation gegen Mattersburg verloren (1:1, 0:5) |        |
| 2000/01                                                                                  | Regionalliga West(III)           | Meister           |                   | Relegation gegen Mattersburg gewonnen (3:0, 3:3) |        |
| 2001/02                                                                                  | Erste Liga (II)                  | 10.               |                   | Durch die Auflösung des SV Braunau Relegationsplatz geerbt, Relegation gegen Wiener Sportklub gewonnen (0:0, 4:0)                                                                                    |        |
| 2002/03                                                                                  | Erste Liga (II)                  | 07.               |                   | |        |
| 2003/04                                                                                  | Erste Liga (II)                  | 09.               |                   | Relegation gegen SCR Altach verloren (2:3, 2:3) |        |
| 2004/05                                                                                  | Regionalliga West(III)           | 03.               |                   | 1 Punkt Rückstand auf den Meister |        |
| 2005/06                                                                                  | Regionalliga West(III)           | 01.               |                   | ungeschlagen (27 Siege, 3 Remis) |        |
| 2006/07                                                                                  | Erste Liga (II)                  | 06.               |                   | Klassenreform 10 → 12 |        |
| 2007/08                                                                                  | Erste Liga (II)                  | 04.               |                   | |        |
| 2008/09                                                                                  | Erste Liga (II)                  | 09.               | Achtelfinale      | |        |
| 2009/10                                                                                  | Erste Liga (II)                  | 05.               | Achtelfinale      | Klassenreform 12 → 10 |        |
| 2010/11                                                                                  | Erste Liga (II)                  | 07.               | Achtelfinale      | |        |
| 2011/12                                                                                  | Erste Liga (II)                  | 09.               | Achtelfinale      | Klassenerhalt wegen Lizenzentzug LASK |        |
| 2012/13                                                                                  | Erste Liga (II)                  | 08.               | Achtelfinale      | Zwangsausgleich und Rückzug aus dem Profifußball |        |
| 2013/14                                                                                  | Vorarlberg 2. Landesklasse (VII) | 01.               |                   | |        |
| 2014/15                                                                                  | Vorarlberg 1. Landesklasse (VI)  | 01.               |                   | |        |
| 2015/16                                                                                  | Vorarlberg Landesliga (V)        | 7.                |                   | |        |
| 2016/17                                                                                  | Vorarlberg Landesliga (V)        | 6.                |                   | |        |
| 2017/18                                                                                  | Vorarlberg Landesliga (V)        | 5.                |                   | |        |
| 2018/19                                                                                  | Vorarlberg Landesliga (V)        | Meister0          |                   | |        |
| 2019/20                                                                                  | Vorarlberg Vorarlbergliga (IV)   | 8.                |                   | Saisonabbruch nach 17 Spieltagen wegen COVID-19 |        |
| 2020/21                                                                                  | Vorarlberg Vorarlbergliga (IV)   | 7.                |                   | Nur 13 Spiele gespielt wegen COVID-19 |        |
| 2021/22                                                                                  | Vorarlberg Vorarlbergliga (IV)   | 5.                |                   | |        |
| 2022/23                                                                                  | Vorarlberg Vorarlbergliga (IV)   | 7.                |                   | Die Wiedereinführung der Regionalliga West führt zur Veränderung der Ligenpyramide. Die Eliteliga Vorarlberg ist die 4. höchste Spielklasse, der FC Lustenau 07 qualifiziert sich für die Teilnahme. |        |
| 2023/24                                                                                  | Eliteliga Vorarlberg (IV)        | 5.                |                   | |        |
| 2024/25                                                                                  | Eliteliga Vorarlberg (IV)        | 1.                |                   | 1 Punkt Vorsprung auf den SC Admira Dornbirn 1946 |        |
| grün unterlegt: Aufstiege \| rot unterlegt: Abstiege \| golden unterlegt: beste Leistung |                                  |                   |                   | |        |

## Fans
Im Jahr 2006 wurde mit „Ultras Blue Power“ der erste Fanclub gegründet, seit dem Zwangsabstieg sind die Mitglieder dieses Fanclubs allerdings nicht mehr aktiv. 2008 wurden die „Blue Freaks 08“ gegründet. Der momentan jüngste Fanclub wurde 2011 mit dem Namen „Fanatics“ gegründet. Zusammen bilden diese zwei Fanclubs die „Szene 1907“.

## Titel und Erfolge
- 2 × Österreichischer Vizeamateurmeister: 1929, 1937
- 16 × Vorarlberger Landesmeister: 1918, 1921–27, 1929, 1931–36, 1939
- 10 × Vorarlberger Landescupsieger: 1925, 1927, 1934, 1935, 1938, 1946 (als SC Rapid Lustenau), 1994, 2000, 2001, 2021
- Bodensee-Meister: 1910, 1911, 1912, 1913
- Meister der Arlbergliga: 1958, 1959
- Westkreis-Meister: 1929, 1933
- Meister der Landesklassen: 1980, 1985, 1987, 2014
- Landesliga-Meister Vorarlberg: 1953, 1956
- Meister Vorarlbergliga: 1995
- Meister Regionalliga West: 2000, 2001, 2006

## Frauenfußball
Die Frauenabteilung des FC Lustenau war von 2012 bis 2015 in einer Spielgemeinschaft mit der Frauensektion des SC Austria Lustenau.